# Hydrocodone
Hydrocodone, tên thương hiệu Hysingla, là thuốc giảm đau nhóm opioid sử dụng để điều trị các cơn đau nghiêm trọng trong một thời gian dài, nếu các biện pháp khác không ăn thua. Nó cũng được sử dụng trong thuốc ho ở người lớn, đưa vào cơ thể bằng đường miệng. Thông thường, thuốc được bán dưới dạng kết hợp acetaminophen/ hydrocodone hoặc ibuprofen/hydrocodone.
Các tác dụng phụ thường gặp bao gồm chóng mặt, buồn ngủ, buồn nôn và táo bón. Các tác dụng phụ nghiêm trọng có thể bao gồm lạm dụng, huyết áp thấp, co giật, hội chứng kéo dài tín hiệu QT (nhịp tim), ức chế hô hấp và hội chứng serotonin. Giảm nhanh liều có thể dẫn đến các dấu hiệu thiếu opioid. Không khuyến khích sử dụng trong khi mang thai hoặc cho con bú. Hydrocodone hoạt động bằng cách kích hoạt các thụ thể opioid, chủ yếu ở não và tủy sống. Hydrocodone 10 mg tương đương với khoảng 10 mg morphin khi uống.
Hydrocodone được cấp bằng sáng chế vào năm 1923 và được chấp thuận cho sử dụng tong y tế tại Hoa Kỳ vào năm 2013. Tại Hoa Kỳ, chi phí bán buôn khoảng 10 đến 30 USD mỗi liều vào năm 2019. Thuốc rất phổ biến tại Hoa Kỳ, nơi tiêu thụ 99% nguồn cung trên toàn thế giới kể từ năm 2010. Năm 2016, đây là loại thuốc được kê đơn nhiều thứ 113 tại Hoa Kỳ với hơn 6 triệu đơn thuốc. Thuốc làm từ cây anh túc sau khi đã được chuyển đổi thành codeine.

## Tác dụng phụ
Tác dụng phụ thường gặp là buồn nôn, nôn, táo bón, buồn ngủ, chóng mặt, đầu óc quay cuồng, lo lắng, tâm trạng hạnh phúc, buồn rầu bất thường, cổ họng khô, khó tiểu tiện, phát ban, ngứa. Tác dụng phụ nghiêm trọng bao gồm khó thở (thở chậm hoặc thở không đều) và tức ngực.

## Tương tác thuốc
Bệnh nhân dùng rượu, các thuốc chứa opioid, thuốc kháng anticholinergic và kháng histamin, thuốc chống loạn thần, thuốc chống lo âu, hoặc thuốc ức chế trung ương mà sử dụng thêm hydrocodone có thể gây trầm cảm. Hydrocodone có thể tương tác với thuốc serotonergic.

## Dược lý

### Dược lực học
| Hợp chất      | Con đường | Liều     |
| ------------- | --------- | -------- |
| Codeine       | PO        | 200 mg   |
| Hydrocodone   | PO        | 20–30 mg |
| Hydromorphone | PO        | 7.5 mg   |
| Hydromorphone | IV        | 1.5 mg   |
| Morphine      | PO        | 30 mg    |
| Morphine      | IV        | 10 mg    |
| Oxycodone     | PO        | 20 mg    |
| Oxycodone     | IV        | 10 mg    |
| Oxymorphone   | PO        | 10 mg    |
| Oxymorphone   | IV        | 1 mg     |

Chú thích: 
PO: uống thuốc
IV: truyền tĩnh mạch
| Hợp chất      | Ảnh hưởng (Ki) | Ảnh hưởng (Ki) | Ảnh hưởng (Ki) | Tỉ lệ         | Tham khảo |
| Hợp chất      | MOR            | DOR            | KOR            | MOR: DOR: KOR | Tham khảo |
| ------------- | -------------- | -------------- | -------------- | ------------- | --------- |
| Hydrocodone   | 11,1 nM        | 962 nM         | 501 nM         | 1:87:45       | [ 24 ]    |
| Hydromorphone | 0,47 nM        | 18,5 nM        | 24,9 nM        | 1:39:53       | [ 25 ]    |

### Dược động học

#### Hấp thụ
Hydrocodone được đưa vào cơ thể qua đường tiêu hóa. Thuốc được hấp thụ tốt, nhưng sinh khả dụng đường uống của hydrocodone chỉ đạt khoảng 25%.

#### Phân phối
Thể tích phân phối của hydrocodone từ 3,3 đến 4,7 L/kg. Liên kết protein huyết tương của hydrocodone từ 20 đến 50%.

#### Đào thải
Hydrocodone bài tiết qua nước tiểu.

## Ảnh hưởng đến xã hội

### Công thức
Nhiều thuốc chứa hydrocodone bao gồm M365, M366, M367.

### Tình trạng pháp lý

#### Hoa Kỳ
Năm 2014, chính phủ Hoa Kỳ áp đặt các quy định nghiêm ngặt hơn đối với hydrocodone, thay đổi thuốc từ Bảng III sang Bảng II. Năm 2011, các sản phẩm hydrocodone đã gây nên khoảng 100.000 ca cấp cứu liên quan đến lạm dụng thuốc ở Hoa Kỳ, nhiều gấp đôi so với năm 2004.